# Lutra euxena
Lutra euxena — це вимерлий вид видри, який був ендемічним для Мальти в середньому до пізнього плейстоцену. Ймовірно, вид вимер через діяльність людини.

## Еволюційна історія
Вид мешкав на Мальті між 2,588 і 0,012 млн років тому. маючи відносно такий самий розмір, як і материковий аналог. Він разом зі своїми середземноморськими побратимами колонізував острови, перетинаючи морські 30 км канали. Згодом ці видри перейняли більш наземний спосіб життя, їли дрібних ссавців на островах разом із рибою та молюсками. Його відкрив Джон Бейт.